# Larrousse F1
ESPO Larrousse F1 a fost o echipă de Formula 1, care a concurat în Campionatul Mondial între 1987 și 1994.

## Palmares în Formula 1
| Sezon | Piloți | Puncte | Loc clasament general |
| ----- | --- | ------ | --------------------- |
| 1994  | Olivier Beretta (10 curse); Philippe Alliot (1 cursa); Yannick Dalmas (2 curse); Hideki Noda (3 curse) / Érik Comas (15 curse); Jean-Denis Délétraz (1 cursa) | 2      | 11                    |
| 1993  | Philippe Alliot (14 curse); Toshio Suzuki (2 curse) / Érik Comas                                                                                              | 3      | 10                    |
| 1992  | Bertrand Gachot / Ukyo Katayama | 1      | 13                    |
| 1991  | Éric Bernard (15 curse); Bertrand Gachot (1 cursa) / Aguri Suzuki                                                                                             | 2      | 11                    |
| 1990  | Éric Bernard / Aguri Suzuki | 11     | 6                     |